# Gare de Walferdange
La gare de Walferdange est une gare ferroviaire luxembourgeoise de la ligne 1, de Luxembourg à Troisvierges-frontière, située près du centre-ville de Walferdange sur le territoire de la commune du même nom, dans le canton de Luxembourg.
Elle est mise en service en 1862 par la Compagnie des chemins de fer de l'Est, l'exploitant des lignes de la Société royale grand-ducale des chemins de fer Guillaume-Luxembourg.
C'est une halte voyageurs de la Société nationale des chemins de fer luxembourgeois (CFL), desservie par des trains Regional-Express (RE) et Regionalbunn (RB).

## Situation ferroviaire
Établie à 239 mètres d'altitude, la gare de Walferdange est située au point kilométrique (PK) 24,004 de la ligne 1 de Luxembourg à Troisvierges-frontière, entre les gares de Dommeldange et Heisdorf.

## Histoire
La station de Walferdange est mise en service par la Compagnie des chemins de fer de l'Est, l'exploitant des lignes de la Société royale grand-ducale des chemins de fer Guillaume-Luxembourg, lors de l'ouverture à l'exploitation de la section de Luxembourg à Ettelbruck le 21 juillet 1862,. Qualifié de village, Walferdange est la deuxième station, (troisième depuis 2017) de la ligne.
Son bâtiment voyageurs est quasi identique à celui de la gare de Diekirch. Il s'agit d'un bâtiment en pierre de taille avec un corps central sous bâtière transversale flanqué de deux ailes basses et doté d'une tour-campanile.
En 2014 la gare est un arrêt ferroviaire avec deux voies, deux quais et abris, l'ancien bâtiment voyageurs et l'ancienne halle à marchandises sont toujours présents.

## Service des voyageurs

### Accueil
Halte CFL, c'est un point d'arrêt non géré, équipé de trois abris et d'un automate pour l'achat de titres de transport. Un souterrain permet la traversée des voies et le passage d'un quai à l'autre.

### Desserte
Walferdange est desservie par des trains Regional-Express (RE) et Regionalbunn (RB) qui exécutent les relations suivantes, :
- Luxembourg - Ettelbruck - Diekirch - Troisvierges ;
- Troisvierges - Luxembourg - Rodange.

### Intermodalité
Un parc pour les vélos (7 places) et un parking pour les véhicules (32 places) y sont aménagés. La gare possède un parking à vélo sécurisé mBox d'un nombre de places indéterminé. La gare est desservie par la ligne 11 des autobus de la ville de Luxembourg et, la nuit, par la ligne Midnightbus du service « Nightbus ».

## Patrimoine ferroviaire
Le bâtiment d'origine, inutilisé par la halte voyageurs.